# Lista de psicoterapias
Esta página oferece uma lista de diferentes tipos de psicoterapias, sem ter a intenção de ser completa:
- Análise transacional
- Daseinsanalyse
- Entrevista motivacional, de William R. Miller e Stephen Rollnick
- Gestalt-terapia
- Logoterapia, de Viktor Frankl
- Parapsicoterapia
- Psicanálise
- Psicodrama, de Jacob Levy Moreno
- Psicoterapia Analítica Funcional
- Psicoterapia Corporal
- Psicoterapia Familiar
- Psicoterapia Gestaltista
- Psicoterapia Positiva
- Psicoterapia psicodélica
- Terapia analítico-comportamental
- Terapia centrada no cliente
- Terapia cognitiva
- Terapia cognitivo-comportamental
- Terapia comportamental dialética
- Terapia de casal
- Terapia de grupo
- Terapia de orientação psicanalítica